# Захос, Аристотелис
Аристотелис Захос  (греч. Αριστοτέλης Ζάχος, 1871, Кастория — 1939, Афины) — видный греческий архитектор и градостроитель, автор многих храмов, публичных и частных зданий, основанных на византийских и традиционных прототипах, вернув тем самым «эллинизм», в смысле греческого происхождения-традиции, в новейшую греческую архитектуру.

## Биография
Аристотелис Захос родился в 1871 году в, ещё под османским контролем, городе Кастория, Западная Македония. В детском возрасте переехал с семьёй в город Элеуса (греч. Ελεούσα, нынешний Велес (город), на территории Бывшей Югославской Республики Македония. Его отец, Аргириос Захос, упоминается как активный деятель греческой подпольной сети в годы борьбы за Македонию. Аристотелис Захос окончил гимназию в городе Монастир, нынешний Битола. После чего уехал на учёбу в Германию, где учился архитектуре последовательно в университетах трёх городов — Мюнхена, Штутгарта и Карлсруэ — и одновременно работал. Учителями его были видные немецкие архитекторы Friedrich von Thiersch, (1852—1921), Carl Schäfer, (1844—1908) и Josef Durm, (1837—1919).
В 1897 году Захос прервал свою учёбу и принял участие, добровольцем, в непродолжительной греко-турецкой войне. По возвращении в Германию, его учитель, Josef Durm сделал его своим помощником в Карлсруэ в проектировании значительных публичных зданий в земле Баден-Вюртемберг, таких как библиотека Хайдельберга (1897/1900-1905) и гимназия Фрайбурга (1900—1907). В силу своей профессиональной занятости, Захос так и не закончил свою академическую учёбу, что однако не помешало ему работать и отличиться в архитектуре, как это случалось и с другими архитекторами той эпохи.
В 1905 году он оставил Карлсруэ и вернулся в Грецию, которую обошёл от края и до края, запечатлев на фотографиях и эскизах византийские, поствизантийские здания и здания традиционной народной архитектуры, вместе со своим другом, неизвестным тогда художником импрессионистом, Ферекидис, Николаос. Несколькими годами позже, в 1911 году, Захос опубликовал статью «Народная архитектура „ в журнале Художник, где поставил под сомнение греческое происхождение господствующего баварского неоклассицизма и провозгласил поворот к греческой народной архитектуре.

## Традиционная архитектура

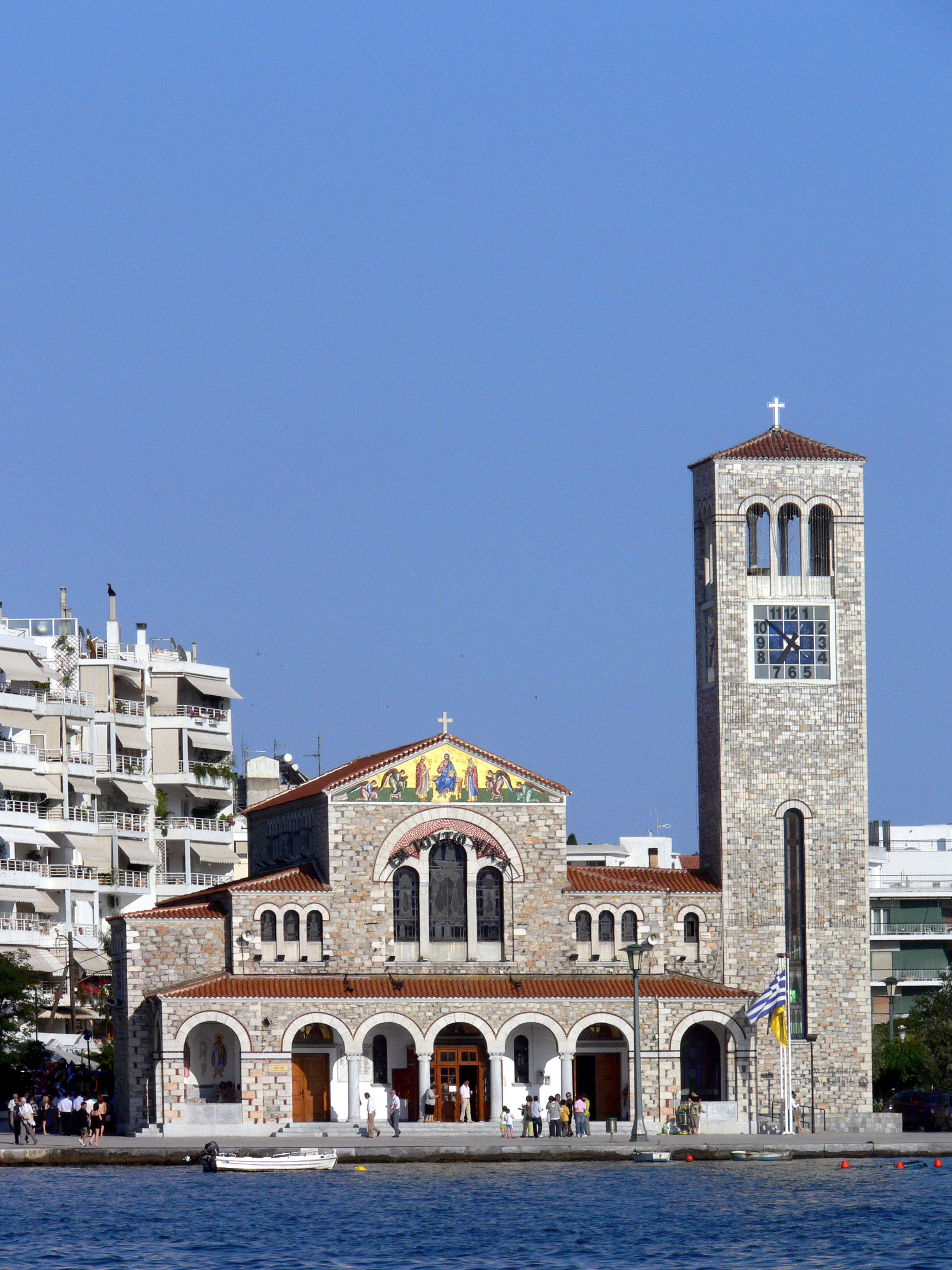
Храм Святого Константина в городе Волос

В 1913 году, после освобождения Фессалоники, Захос принял участие в составлении градостроительного плана города. С 1915 по 1917 год. Захос возглавлял технические службы муниципалитета Афин. В этот же период он принял участие в составлении градостроительных планов для городов Триполис (Аркадия) и Митилини (остров Лесбос).
В 1918 году Захос возглавил работы по поддержанию и укреплению сохранившихся частей базилики Святого Димитрия в Фессалоники (Базилика Святого Димитрия), разрушенной во время большого пожара в городе в 1917 году (Пожар в Салониках). За восстановление храма, Афинская академия наук наградила Захоса в 1933 году Отличием Наук и Изящных искусств. Однако по причине этой же работы Захос оказался вовлечённым в конфликт с греческими археологами, у которых были другие взгляды на восстановление храма.
Среди значительных работ Захоса числятся:

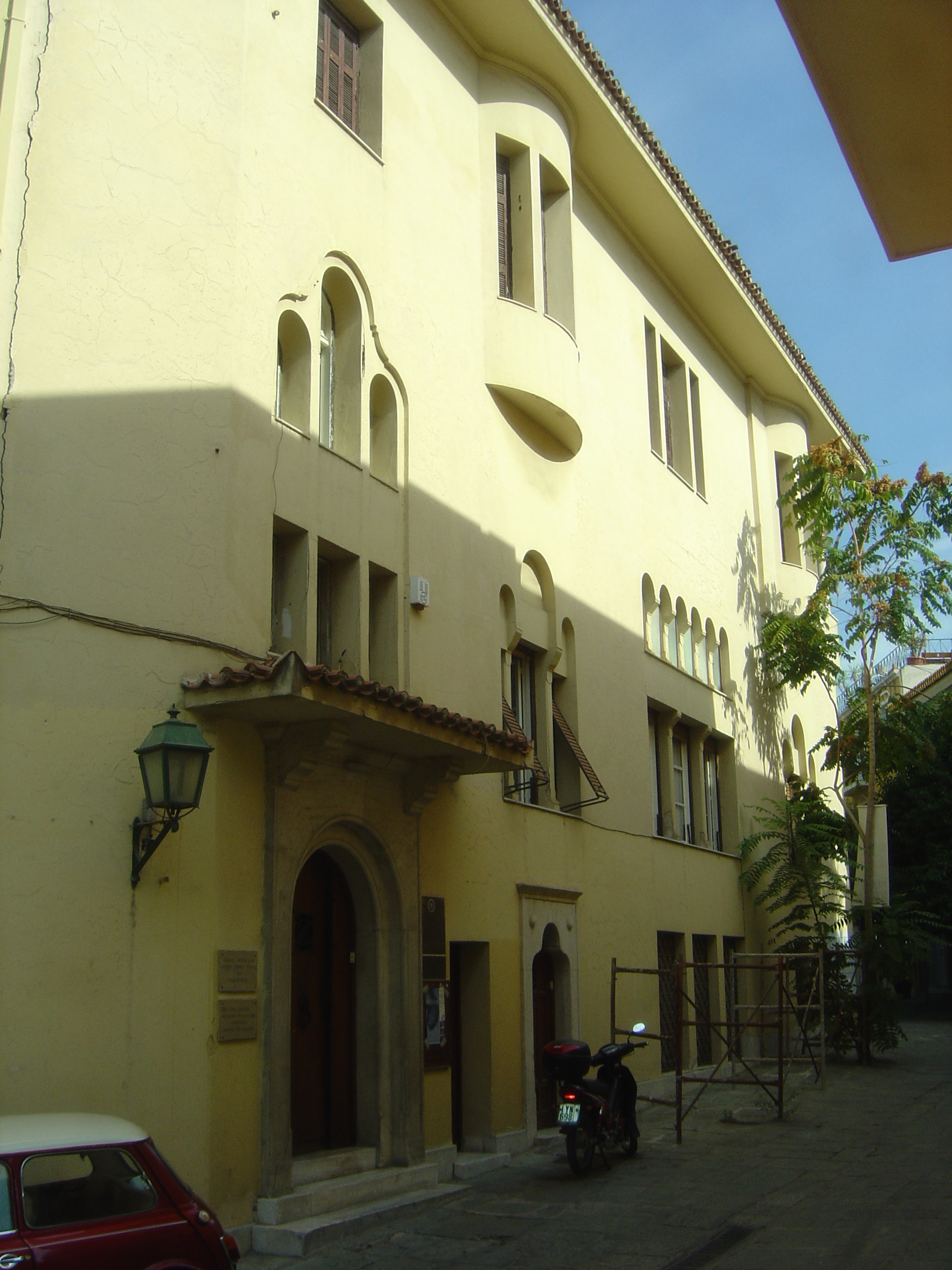
Дом Ангелики Хадзимихали в Плака

- Дом Ангелики Хадзимихали в афинском квартале Плака (1924). Сегодня в доме располагается Центр Народного искусства и Традиции муниципалитета Афин
- Дом Паллиса в городе Янина, который был однако снесён в послевоенные годы
- Перестройка Дворца Илисиа в Афинах в Византийский музей (1930)
- Перестройка в музей дома Дионисия Ловердоса в Афинах (1925)
- Множество публичных зданий в городе Янина (около 1930): духовное училище Веллас на территории одноимённого монастыря в Калпаки, Академия, Резиденция Архиепископиа, Резиденция Митрополита, здание отделения Национального банка
- Три больших храма в городе Волос (1927—1928): кафедральный храм Святого Николая, храм Святого Константина, храм Преображения (Преображение Господне)[3]
- Кафедральный собор Святого Димитрия в городе Сьятиста, Западная Македония (1911)

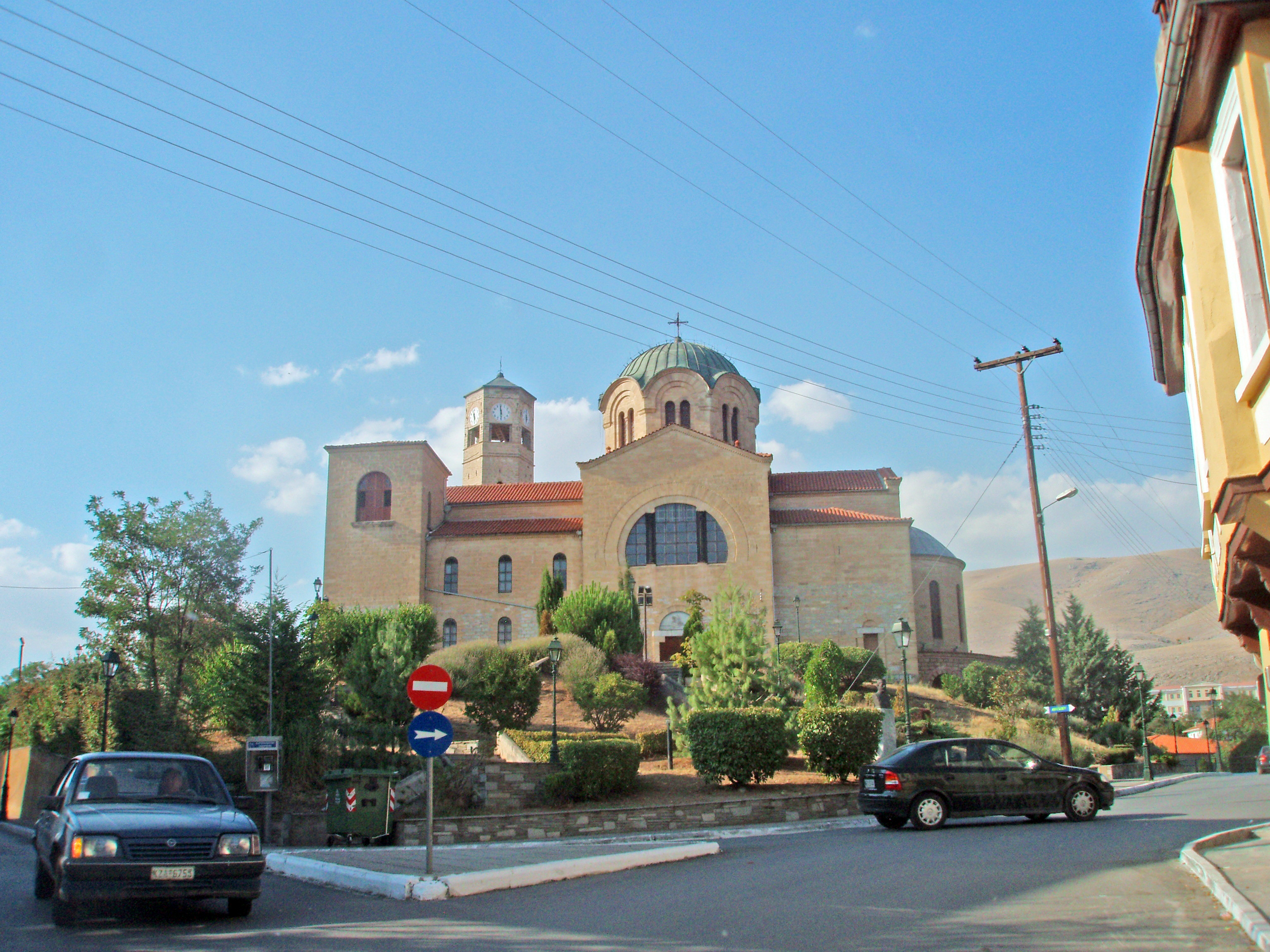
Кафедральный собор Святого Димитрия в Сьятиста, Западная Македония.

- Храм Святого Стилианоса (Детский приют) в Фессалоники

Захос, в отличие от сторонников неоклассицизма, искал эллинизм, в смысле греческое происхождение-дух (греч. ελληνικότητα — эллиникотита), в византийской и традиционной архитектуре новых лет. По этой причине Захос считается сегодня «самым значительным продромом (предтечей) архитектуры „эллиноцентрического модернизма“, как он был провозглашён поколением 30-х годов». Сам Захос не был настроен враждебно против современных движений в архитектуре. Дом Ф.Петизакиса в афинском пригороде Психико, который Захос спроектировал в 1934 году, за несколько лет до своей смерти, говорит о том что архитектор был открыт новым течениям
.

## Художник
В Фонде Теллоглу, в Фессалоники, выставлены 4 акварели Аристотелиса Захоса.